# Vangaži
Vangaži ( výslovnost) je město v Lotyšsku nacházející se na území kraje Inčukalns. V roce 2010 zde žilo 3999 obyvatel.